# Alive (Kx5)
Alive è un singolo del DJ statunitense Kaskade, del DJ canadese deadmau5 e del gruppo musicale rock alternativo statunitense The Moth & The Flame, terzo estratto dall'album di debutto del duo Kx5.

## Tracce

### Download digitale
1. Alive (feat. The Moth & The Flame)

### Download digitale - Remix
1. Alive (Kream Remix)